# Teorema de la gráfica cerrada
En matemáticas, el teorema del grafo cerrado puede referirse a uno de varios resultados básicos que caracterizan a las funciones continuas en términos de sus gráficas.
Cada uno establece condiciones para que las funciones con grafo cerrado sean necesariamente continuas.

## Gráficos cerrados y aplicaciones con grafos cerrados
Si {\displaystyle f:X\to Y} es una aplicación entre espacios topológicos, entonces el gráfico o grafo de {\displaystyle f} es el conjunto {\displaystyle \operatorname {Gr} f:=\{(x,f(x)):x\in X\}} o equivalentemente,
{\displaystyle \operatorname {Gr} f:=\{(x,y)\in X\times Y:y=f(x)\}}
Se dice que la gráfica de {\displaystyle f} está cerrada si {\displaystyle \operatorname {Gr} f} es un subconjunto cerrado de {\displaystyle X\times Y} (con la topología producto).
Cualquier función continua en un espacio de Hausdorff tiene una gráfica cerrada.
Cualquier mapa lineal, {\displaystyle L:X\to Y,} entre dos espacios vectoriales topológicos cuyas topologías sean completas (según el criterio de Cauchy) con respecto a las métricas invariantes de traslación, y si además (1a) {\displaystyle L} es secuencialmente continua en el sentido de la topología del producto, entonces la aplicación {\displaystyle L} es continua y su gráfica, Gr L, es necesariamente cerrada. Por el contrario, si {\displaystyle L} es una aplicación lineal en la que, en lugar de (1a), se sabe que la gráfica de {\displaystyle L} (1b) está cerrada en el espacio producto cartesiano {\displaystyle X\times Y}, entonces {\displaystyle L} es continua y, por lo tanto, necesariamente secuencialmente continua.

### Ejemplos de aplicaciones continuas quenotienen un gráfico cerrado
Si {\displaystyle X} es un espacio cualquiera, entonces la aplicación identidad {\displaystyle \operatorname {Id} :X\to X} es continua, pero su gráfica, que es la diagonal {\displaystyle \operatorname {Gr} \operatorname {Id} :=\{(x,x):x\in X\},}, está cerrada en {\displaystyle X\times X} si y solo si {\displaystyle X} es de Hausdorff. En particular, si {\displaystyle X} no es de Hausdorff, entonces {\displaystyle \operatorname {Id} :X\to X} es continua pero no tiene un gráfico cerrado.
Sea {\displaystyle X} el conjunto de los números reales {\displaystyle \mathbb {R} } con la topología euclídea habitual, e {\displaystyle Y} denota {\displaystyle \mathbb {R} } con una topología trivial (donde debe tenerse en cuenta que {\displaystyle Y} no es de Hausdorff, y que cada función valorada en {\displaystyle Y} es continua). Ahora, considérese que {\displaystyle f:X\to Y} se define por {\displaystyle f(0)=1} y {\displaystyle f(x)=0} para todo {\displaystyle x\neq 0}. Entonces, {\displaystyle f:X\to Y} es continua, pero su gráfica es no está cerrada en {\displaystyle X\times Y}.

## Teorema del grafo cerrado en topología de conjuntos de puntos
En topología general, el teorema del grafo cerrado establece lo siguiente:
| Teorema del grafo cerrado Si {\displaystyle f:X\to Y} es una aplicación de un espacio topológico {\displaystyle X} sobre un espacio de Hausdorff {\displaystyle Y}, entonces la gráfica de {\displaystyle f} está cerrada si {\displaystyle f:X\to Y} es continua. Lo contrario ocurre cuando {\displaystyle Y} es compacto (téngase en cuenta que la compacidad y la condición de ser de Hausdorff no se implican entre sí). |

| Demostración |
| La primera parte es esencialmente por definición. Segunda parte: Para cualquier {\displaystyle V\subset Y} abierto, se verifica que {\displaystyle f^{-1}(V)} esté abierto. Entonces, tomando cualquier {\displaystyle x\in f^{-1}(V)}, se construye un entorno abierto {\displaystyle U} de {\displaystyle x}, tal que {\displaystyle f(U)\subset V}. Dado que la gráfica de {\displaystyle f} es cerrada, para cada punto {\displaystyle (x,y')} en la "línea vertical en x", con {\displaystyle y'\neq f(x)}, dibújese un rectángulo abierto {\displaystyle U_{y'}\times V_{y'}} disjunto de la gráfica de {\displaystyle f}. Estos rectángulos abiertos, cuando se proyectan sobre el eje y, cubren el eje y excepto en {\displaystyle f(x)}, así que agréguese un conjunto {\displaystyle V} más. Intentar tomar {\displaystyle U:=\bigcap _{y'\neq f(x)}U_{y'}} construiría un conjunto que contenga {\displaystyle x}, pero no se garantiza que esté abierto, por lo que aquí se usa el requisito de la compacidad. Dado que {\displaystyle Y} es compacto, se puede tomar un recubrimiento abierto finito de {\displaystyle Y} como {\displaystyle \{V,V_{y'_{1}},...,V_{y'_{n}}\}}. Ahora, tómese {\displaystyle U:=\bigcap _{i=1}^{n}U_{y'_{i}}}, que es un entorno abierto de {\displaystyle x}, ya que es simplemente una intersección finita. Se puede afirmar que este es el entorno abierto de {\displaystyle U} buscado. Supóngase que esto no es cierto, entonces hay algún {\displaystyle x'\in U} que no cumple la condición anterior tal que {\displaystyle f(x')\not \in V}, lo que implicaría que {\displaystyle f(x')\in V_{y'_{i}}} para algún {\displaystyle i} por ser el recubrimiento abierto, pero entonces {\displaystyle (x',f(x'))\in U\times V_{y'_{i}}\subset U_{y'_{i}}\times V_{y'_{i}}}, lo que constituye una contradicción, ya que se supone que está separado del gráfico de {\displaystyle f}. |

Los espacios que no son de Hausdorff rara vez se ven, pero los espacios no compactos son comunes. Un ejemplo de {\displaystyle Y} no compacto es la recta real, que permite la función discontinua con gráfica cerrada
{\displaystyle f(x)={\begin{cases}{\frac {1}{x}}{\text{ si }}x\neq 0,\\0{\text{ en caso contrario }}\end{cases}}}.

### Para funciones con valores establecidos
| Teorema del gráfico cerrado para funciones con valores establecidos Para un rango de espacio de Hausdorff compacto {\displaystyle Y}, una función con valores establecidos {\displaystyle F:X\to 2^{Y}} tiene un gráfico cerrado si y solo si es hemicontinua superior y F(x) es un conjunto cerrado para todos los {\displaystyle x\in X}. |

## En análisis funcional
Si {\displaystyle T:X\to Y} es un operador lineal entre espacios vectoriales topológicos (TVSs), entonces se dice que {\displaystyle T} es un operador cerrado si la gráfica de {\displaystyle T} está cerrada en {\displaystyle X\times Y} cuando {\displaystyle X\times Y} está dotado de la topología del producto.
El teorema del grafo cerrado es un resultado importante en el análisis funcional, que garantiza que un operador lineal cerrado es continuo bajo ciertas condiciones.
El resultado original se ha generalizado muchas veces.
Una versión bien conocida de los teoremas del grafo cerrado es la siguiente:
| Teorema Una aplicación lineal entre dos espacios F (por ejemplo, dos espacios de Banach) es continua si y sólo si su gráfico es cerrado. |